# Skyshaper
Skyshaper è il sesto album in studio del gruppo musicale futurepop svedese Covenant, pubblicato nel 2006.

## Tracce
1. Ritual Noise – 7:18
2. Pulse – 6:04
3. Happy Man – 2:46
4. Brave New World – 5:24
5. The Men – 3:17
6. Sweet & Salty – 6:10
7. Greater Than the Sun – 5:09
8. 20 Hz – 5:09
9. Spindrift – 7:00
10. The World is Growing Loud – 4:57